# Cal Ceprià
Cal Ceprià és un monument del poble dels Arcs, al municipi de Bellvís (Pla d'Urgell) inclòs en l'Inventari del Patrimoni Arquitectònic de Catalunya.

## Descripció
Gran casal de tres pisos. L'inferior és de pedra sorrenca de grans carreus (procedent del convent de les sogues), porta i finestra amb llinda. El segon realitzat en pedra més petita, com el tercer, amb les cantonades i els envans emmarcats amb carreus. El pis superior presenta galeria coberta, doble arcada i balcons exteriors de forja recta i semicircular.

## Història
Cal Ceprià és una gran casa que podem trobar al poble d'Els Arcs, aquesta casa té dues cares exteriors de gran bellesa. Per una data que trobem en un accés lateral hem de suposar que fou construïda l'any 1778, i també per una inscripció sabem que el propietari en aquells moments era Francesc Bordes.
La data de 1778 i el nom de Francesc Bordas es troba a l'edifici annex cobert amb terrassa. A la paret lateral, on hi ha les arcades, hi ha un escut amb el nom d'ANTONI BORDAS, 1802.